# Városrehabilitáció

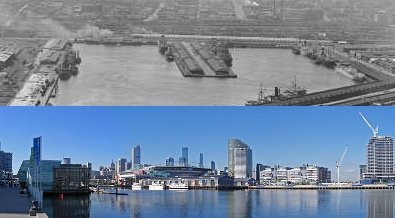
Melbourne Docklands városmegújítási projektje, egy nagy használaton kívüli dokkterület átalakítása új lakó- és kereskedelmi övezetté 25 000 fő számára

A városrehabilitáció a városok korábban kialakult, de eredeti funkcióit csak hiányosan betöltő, az adott kor igényeinek meg nem felelő területeinek, szerkezeti egységeinek továbbfejlesztésére, átalakítására vonatkozó, célraorientált akciók, eljárások gyűjtőneve, az urbanisztika egyik leggyakoribb tevékenységi területe. A városrehabilitáció legtöbbször hosszú - általában egy vagy több évtizedes - tevékenységsor, amely mindig egy körülhatárolt területre, tudatos tervezés eredményeként valósul meg, rendszerint az adott terület szerepvesztésének, kedvezőtlen társadalmi folyamatainak megakadályozása és megfordítása, az adott terület társadalmi és gazdasági szempontból is fenntarthatóbb helyzetbe hozása érdekében.

## Tartalma
A városrehabilitációnak számtalan különféle változata létezik. Ahogyan a városok, az egyes városrészek, azok folyamatai eltérnek egymástól, úgy különböznek azok a konkrét beavatkozások is, amelyek a városrehabilitáció megvalósulását jelentik az adott területen. Az 1970-es, 80-as években a magyar szaknyelv megkülönböztette a városszerkezet legfontosabb elemeit, az utcákat megőrző városrehabilitációt (amit ezért tömbrehabilitációnak is neveztek) az adott városrészt teljesen átalakító, így az utcahálózatot is megváltoztató városrekonstrukciótól, ami a hatvanas-nyolcvanas évek szaknyelvében általában a lakótelep-építések egyik jellemző formáját jelentette. Mára ez a különbség elmosódott, a városrehabilitáció mindenféle, korábban már beépített terület újrafejlesztésére vonatkozó akció, program gyűjtőfogalmává, így a „zöldmezős városfejlesztés” ellentétévé vált. Az ilyen integrált - sokféle tevékenységi, szakmai terület együttes munkáját igénylő - akciók rendszerint a városok fontos, központi jellegű területein a vonzerő növelését, az életkörülmények, a környezeti feltételek javítását, a  funkciók megújítását, a kereskedelem, a szolgáltatások, a gazdasági élet megélénkítését, az épületállomány modernizálását, a lakókörnyezet, a közterületek megújítását valósítják meg. A városrehabilitációnak ezért - a városi területek vonzerejének növelésével - alapvető szerepe van a városi terjeszkedés, a szuburbanizáció csökkentésében, illetve az egyes városrészek elnéptelenedésének meggátlásában, így a város demográfiai viszonyainak javításában is.

## Típusai
A városrehabilitáció típusai korszakonként, országonként változhatnak, visszatükrözve az adott viszonyok során kialakított különféle beavatkozási módokat. Ma Magyarországon gyakran megkülönböztetik a történelmi városrészek, ilyen városközpontok rehabilitációját a lepusztult, funkcióvesztett ipari jellegű területeket újjáépítő „rozsdaövezeti rehabilitációtól”, vagy a lakótelepek rehabilitációjától. Sajátos, a kétezres években elterjedőben lévő változat a szociális városrehabilitáció, amely - részben a német „behutsame Stadterneuerung” (tükörfordítással: óvatos városrehabilitáció) példája nyomán - a fizikai környezet megújításánál nagyobb súlyt fektet a társadalmi viszonyok minél kisebb lakosságcserével megvalósuló javítására, a területen élők humán erőforrásainak gyarapítására, hátrányos társadalmi helyzetük megszüntetésére. Világszerte, így Magyarországon is az elmúlt évtizedben került előtérbe a kultúra, annak intézményeivel, eseményeivel, mint a történelmi belvárosok megújításának olyan motorja, amely számos közvetett eszközzel, jórészt spontán folyamatok befolyásolásával mozdíthatja elő a városrész megújulását.

## Megvalósítása
A városrehabilitáció mindig tudatos, szervezett közösségi tevékenységet jelent, amelynek a legtöbbször a helyi önkormányzat az irányítója. Ezt a szerepét szinte kizárólag más partnerekkel - állami, vagy privát szervezetekkel, cégekkel, lakossági csoportokkal, stb. - együttműködve tölti be. A rehabilitáció operatív közösségi feladatainak megvalósítására a legtöbbször - célszerűségi okokból - a polgármesteri hivatalon belül külön szervezeti egysége(ke)t, illetve - esetenként magánpartnerekkel, bankokkal együtt - gazdasági társaságként megalapított városrehabilitációs társaságot hoznak létre. A városrehabilitáció integrált, azaz többféle szakmai ágazat együttműködését igénylő, több szálon futó tevékenységeit ugyanis az egyes, rendszerint ágazatosan szerveződött hivatali egységek önmagukban rendszerint nem képesek koordinálni, és a gazdasági társasági működési mód más előnyöket (pl. az áfa visszaigényelhetőségét) is magában hordozza.

## Hazai története
A tudatos városrehabilitáció első hazai megjelenése a hetvenes évekre tehető, amikor a nagyarányú lakótelep-építkezésekkel párhuzamosan szociológusok kezdték hangoztatni az addig elhanyagolt, egyre romló társadalmi státusú, elértéktelenedő történelmi belső városrészek megújítására vonatkozó átfogó beavatkozások szükségességét. Ennek nyomán Budapest Főváros Tanácsa 1978-ban fogadta el az első kísérleti városrehabilitációs programot, ami a Belső-Erzsébetvárosnak, mint mintaterületnek, és ezen belül a Klauzál tértől nyugatra fekvő ú.n. 15-ös tömbnek a megújítását tűzte célul. A tapasztalatok alapján 1986-ban újabb fővárosi koncepció született, ami a városrehabilitációt Budapest belső kerületeire - összesen csaknem ezer épülettömbre - kívánta kiterjeszteni. Ennek nyomán indult be érdemben egyebek között az azóta is zajló Középső-ferencvárosi városrehabilitációs akció, de a Józsefvárosban több helyszínen, sokféle formában zajló rehabilitáció gyökerei is ide nyúlnak vissza. A rendszerváltozás után a rehabilitáció az országban egyre több helyszínen, új formában folytatódott, és mára a városok fejlesztésének egyik jellemző formájává vált. Jelentős szerepe van ebben az európai uniós támogatásoknak, amelyek egyik legjelentősebb támogatási programja szintén a városközpontok gazdaságilag fenntartható megújítását, illetve a társadalmi szempontból szükséges szociális városrehabilitációt segíti. Ennek keretében ma már százas nagyságrendben folynak Magyarországon városrehabilitációs akciók.